# Campionat d'escacs de Noruega
El Campionat d'escacs de Noruega (NM i sjakk) és un torneig d'escacs anual celebrat a Noruega durant el mes de juliol, per tal de determinar el campió nacional d'escacs. El torneig se celebra a diferents seus cada any, quan diferents clubs poden fer ofertes per allotgar el Landsturnering (torneig nacional). El títol l'atorga la Federació Noruega d'Escacs (Norges Sjakkforbund).

## Quadre d'honor
El torneig no es va celebrar el 1928 ni el 1939 perquè aquells anys se celebraven els Campionats Nòrdics a Oslo, ni tampoc entre 1940 i 1944, quan Noruega estava ocupada per l'Alemanya nazi.
El nombre de participants equival al total de jugadors del Landsturnering, i no només a la secció del campionat estrictament. Els campions estan llistats amb el club al qual representaven quan guanyaren el campionat. Els títols decidits per matxs de desempat deguts a empats en el marcador en el torneig principal, estan anotats.
| Any  | Ciutat                    | Campió i club                                                            | Participants |
| ---- | ------------------------- | ------------------------------------------------------------------------ | ------------ |
| 1918 | Kristiania (Oslo)         | Josef Lilja, CS (Christiania Schakselskab)                               | 30           |
| 1919 | Kristiania (Oslo)         | Jac. A. Brekke, CS                                                       | 30           |
| 1920 | Kristiania (Oslo)         | Jac. A. Brekke, CS                                                       | 32           |
| 1921 | Bergen                    | H. G. Hansen, CS (després dels play-offs)                                | 27           |
| 1922 | Kristiania (Oslo)         | A. M. Erichsen, CS                                                       | 30           |
| 1923 | Kristiania (Oslo)         | Jac. A. Brekke, CS                                                       | 30           |
| 1924 | Kristiania (Oslo)         | Leif F. D. Lund, CS                                                      | 49           |
| 1925 | Oslo                      | Jac. A. Brekke, SK Centrum, Oslo                                         | 66           |
| 1926 | Bergen                    | H. C. Christoffersen, Drammens SK (després dels play-offs)               | 50           |
| 1927 | Trondheim                 | H. G. Hansen, OSS (Oslo Schakselskap)                                    | 40           |
| 1929 | Drammen                   | H. C. Christoffersen, Drammens SK                                        | 33           |
| 1930 | Oslo                      | Olaf M. Olsen (later Olaf Barda), SK Odin, Oslo (després dels play-offs) | 45           |
| 1931 | Stavanger                 | Andreas Gulbrandsen, Moss SK                                             | 35           |
| 1932 | Bergen                    | Eugen Johnsen, SK Odin                                                   | 58           |
| 1933 | Fredrikstad               | Trygve Halvorsen, OSS (després dels play-offs)                           | 48           |
| 1934 | Hamar                     | Trygve Halvorsen, OSS                                                    | 42           |
| 1935 | Sandefjord                | Jørgen Saurén, OSS                                                       | 48           |
| 1936 | Oslo                      | H. C. Christoffersen, Drammens SK                                        | 60           |
| 1937 | Trondheim                 | Arne S.B. Krogdahl, OSS                                                  | 31           |
| 1938 | Grimstad                  | Oluf Kavlie-Jørgensen, Bergens SK                                        | 53           |
| 1945 | Oslo                      | Ernst Rojahn, Tønsberg SK (després dels play-offs)                       | 132          |
| 1946 | Bergen                    | Erling Myhre, OSS (després dels play-offs)                               | 109          |
| 1947 | Kristiansand              | Olaf Barda, OSS                                                          | 79           |
| 1948 | Fredrikstad               | Olaf Barda, OSS (després dels play-offs)                                 | 96           |
| 1949 | Oslo                      | Aage Vestøl, OSS                                                         | 125          |
| 1950 | Trondheim                 | Erling Myhre, OSS                                                        | 96           |
| 1951 | Stavanger                 | Harry Kongshavn, OSS                                                     | 127          |
| 1952 | Skien                     | Olaf Barda, OSS                                                          | 165          |
| 1953 | Fredrikstad               | Olaf Barda, OSS                                                          | 160          |
| 1954 | Drammen                   | Einar Haave, Stavanger SK                                                | 120          |
| 1955 | Stabekk                   | Erling Myhre, OSS                                                        | 113          |
| 1956 | Steinkjer                 | Otto B. Morcken, OSS                                                     | 94           |
| 1957 | Lillehammer               | Olaf Barda, OSS                                                          | 148          |
| 1958 | Ålesund                   | Ernst Rojahn, Tønsberg SK                                                | 111          |
| 1959 | Oslo                      | Svein Johannessen, OSS                                                   | 131          |
| 1960 | Fredrikstad               | Daan de Lange, Hamar SS                                                  | 108          |
| 1961 | Sandefjord                | Per Ofstad, Bergens SK                                                   | 145          |
| 1962 | Hamar                     | Svein Johannessen, OSS                                                   | 174          |
| 1963 | Moss                      | Ragnar Hoen, OSS                                                         | 156          |
| 1964 | Oslo                      | Arne Zwaig, OSS                                                          | 143          |
| 1965 | Mosjøen                   | Arne V. Gulbrandsen, OSS                                                 | 112          |
| 1966 | Bodø                      | Paul Svedenborg, Narvik SK                                               | 160          |
| 1967 | Bergen                    | Paul Svedenborg, Narvik SK                                               | 130          |
| 1968 | Oslo                      | Arne V. Gulbrandsen, OSS                                                 | 202          |
| 1969 | Hamar                     | Arne Zwaig, OSS                                                          | 178          |
| 1970 | Kristiansund              | Svein Johannessen, OSS                                                   | 156          |
| 1971 | Skien                     | Terje Wibe, OSS (després dels play-offs)                                 | 214          |
| 1972 | Røros                     | Erling Kristiansen                                                       | 270          |
| 1973 | Sandnes                   | Svein Johannessen, SK Fischer                                            | 326          |
| 1974 | Sandefjord                | Leif Øgaard, OSS                                                         | 378          |
| 1975 | Oslo                      | Leif Øgaard, OSS                                                         | 327          |
| 1976 | Harstad                   | Knut J. Helmers, SK Stjernen                                             | 215          |
| 1977 | Bergen                    | Knut J. Helmers, SK Stjernen                                             | 330          |
| 1978 | Risør                     | Ragnar Hoen, OSS                                                         | 375          |
| 1979 | Molde                     | Leif Øgaard, OSS                                                         | 419          |
| 1980 | Oslo                      | Sverre Heim, Akademisk SK                                                | 546          |
| 1981 | Kirkenes                  | Ragnar Hoen, OSS                                                         | 226          |
| 1982 | Lillehammer               | Simen Agdestein, Asker SK (després dels play-offs)                       | 417          |
| 1983 | Trondheim                 | Bjørn Tiller, OSS                                                        | 377          |
| 1984 | Oslo                      | Berge Østenstad, Asker SK                                                | 427          |
| 1985 | Gausdal                   | Leif Øgaard, Brugata SK                                                  | 299          |
| 1986 | Steinkjer                 | Simen Agdestein, OSS                                                     | 297          |
| 1987 | Kristiansand              | Jonathan Tisdall, Brugata SK (després dels play-offs)                    | 437          |
| 1988 | Asker                     | Simen Agdestein, OSS                                                     | 564          |
| 1989 | Randaberg                 | Simen Agdestein, OSS                                                     | 446          |
| 1990 | Brønnøysund               | Berge Østenstad, Asker SK                                                | 334          |
| 1991 | Gjøvik                    | Jonathan Tisdall, Brugata SK                                             | 587          |
| 1992 | Kristiansund              | Einar Gausel, OSS                                                        | 463          |
| 1993 | Oslo                      | Leif Øgaard, OSS                                                         | 588          |
| 1994 | Drammen                   | Berge Østenstad, Asker SK                                                | 519          |
| 1995 | Namsos                    | Jonathan Tisdall, Nordstrand SK                                          | 433          |
| 1996 | Alta                      | Einar Gausel, OSS                                                        | 299          |
| 1997 | Stavanger                 | Berge Østenstad, Asker SK                                                | 486          |
| 1998 | Oslo                      | Roy H. Fyllingen, Bergens SK                                             | 537          |
| 1999 | Gausdal                   | Berge Østenstad, Asker SK (després dels play-offs)                       | 414          |
| 2000 | Asker                     | Simen Agdestein, NTG (després dels play-offs)                            | 427          |
| 2001 | Kristiansund              | Einar Gausel, OSS                                                        | 420          |
| 2002 | Røros                     | Simen Agdestein, NTG                                                     | 549          |
| 2003 | Fredrikstad               | Berge Østenstad, Asker SK                                                | 623          |
| 2004 | Molde                     | Berge Østenstad, Asker SK (després dels play-offs)                       | 520          |
| 2005 | Sandnes                   | Simen Agdestein, NTG (després dels play-offs)                            | 583          |
| 2006 | Moss (Mossehallen)        | Magnus Carlsen, NTG (després dels play-offs)                             | 533          |
| 2007 | Hamar (Scandic Hotel)     | Espen Lie, Porsgrunn (després dels play-offs)                            | 501          |
| 2008 | Tønsberg (Slagenhallen)   | Frode Elsness, Moss (després dels play-offs)                             | 471          |
| 2009 | Bergen (Haukelandshallen) | Kjetil Aleksander Lie, Porsgrunn                                         | 513          |
| 2010 | Fredrikstad               | Kjetil Aleksander Lie, Porsgrunn (després dels play-offs)                | 485          |
| 2011 | Oslo (Njårdhallen)        | Berge Østenstad, Asker SK (després dels play-offs)                       | 496          |
| 2012 | Sandefjord                | Frode Olav Olsen Urkedal, SK 1911 (després dels play-offs)               | 437          |
| 2013 | Lillehammer               | Jon Ludvig Hammer, OSS                                                   | 490          |
| 2014 | Trondheim                 | Frode Olav Olsen Urkedal                                                 |              |
| 2015 | Oslo (Oppsal Arena)       | Aryan Tari                                                               |              |
| 2016 | Oslo                      | Johan Salomon                                                            | 376          |
| 2017 | Stavanger                 | Jon Ludvig Hammer                                                        |              |
| 2018 | Stavanger                 | Jon Ludvig Hammer                                                        |              |
| 2019 | Larvik                    | Aryan Tari                                                               |              |
| 2021 | Oslo                      | Kristian Stuvik Holm                                                     |              |
| 2022 | Kongsvinger               | Simen Agdestein                                                          |              |
| 2023 | Oslo                      | Simen Agdestein                                                          |              |

## Campions noruecs d'escacs per correspondència
Fundada el 1945, la Federació noruega d'escacs postals (NPSF) organitza els campionats nacionals en aquesta modalitat. Edvard Sterud i Terje Wibe encapçalen la llista de vencedors amb 6 títols cadascun.
1. Olaf Barda (1946-1947)
2. Sverze Lillelien (1947-1948)
3. Olaf Barda (1949-1950)
4. Erik Madsen (1951-1952)
5. Einar Tinnesand (1952-1953)
6. Per Lindholm (1953-1954)
7. Kare Ormhaug (1954-1955)
8. Henry Pettersen (1955-1956)
9. Daan de Lande (1956-1957)
10. Edvard Sterud (1957-1958)
11. Sverre Aarseth (1958-1959)
12. Edvard Sterud (1959-1960)
13. Daan de Lange (1960-1961)
14. Jan Sveneby (1961-1962)
15. Edvard Sterud (1962-1963)
16. Per Lindblon (1963-1964)
17. Henry Pettersen (1964-1965)
18. Trygue Plukkerud (1965-1966)
19. Jan Svenneby (1966-1967)
20. Daan de Lange (1967-1968)
21. Einar Hatlebakk (1968-1969)
22. Edvard Sterud (1969-1970)
23. Edvard Sterud (1970-1971)
24. Odd Lie (1971-1972)
25. Nils Larsen (1972-1973)
26. Leif Øgaard (1973-1974)
27. Karl Michelsen,jr (1974-1975)
28. Henry Pettersen (1975-1976)
29. Øystein Sande (1976-1977)
30. Terje Wibe (1977-1978)
31. Dag Orseth (1978-1979)
32. Terje Wibe (1979-1980)
33. Terje Wibe (1980-1981)
34. Erling Iversland (1981-1982)
35. Terje Wibe (1982-1983)
36. Einar Hatlebakk (1983-1984)
37. Odd Lie (1984-1985)
38. Øystein Sande (1985-1986)
39. Tore Resøy (1986-1987)
40. Ivar Bern (1987-1988)
41. Petter Stigar (1988-1989)
42. Terje Wibe (1989-1990)
43. Jan Svenneby (1990-1991)
44. Janos Szalai (1991-1992)
45. Rune Gasemyr (1992-1993)
46. Terje Wibe (1993-1994)
47. Sven Wisloff-Nilsen (1994-1995)
48. Bjorn Mings (1995-1996)
49. Øystein Lorentzen (1996-1997)
50. Rune Bergquist (1997-1998)
51. Edvard Sterud (1998-1999)
52. Jens Otto Jensen (1999-2000)
53. Rune Bergquist (2000-2001)
54. Øystein Lorentzen (2001-2002)
55. Svein Olsen (2002-2003)
56. Øystein Lorentzen (2003-2004)
57. Tor-Arne Klausen (2004-2005)[26]
58. Øystein Lorentzen (2005-2006)[27]
59. Morten Lilleoren (2006-2007)[28]
60. Arne Trana (2007-2008)[29]
61. Cato Bekkesleten (2008-2009)[30]
62. Rune Andersen (2009-2010)[31]
63. Arild Haugen (2010-2011)[32]
64. Troud Glørstad - Arild Haugen (2011-2012)[33]
65. Terje Hagen (2012-2013)[34]
66. Reidar Gramstad (2013-2014)[35]
67. Arild Haugen (2014-2015)[36]
68. Anders Johansen (2015-2016)[37]
69. Anders Høyer Berg - Ole Hegelund (2016-2017)[38]
70. Arild Haugen (2017-2018)[39]
71. Finn Wister (2018-2019)[40]
72. Reidar Gramstad (2019-2020)[41]
73. Arild Haugen (2020-2021)[42]
74. James Steedman (2021-2022)[43]